# Нґуні (мови)
Нґуні — група близькоспоріднених мов банту, якою розмовляють на півдні Африки народи нґуні. Мови нґуні тісно споріднені й у багатьох випадках різні мови є взаємно зрозумілими. Таким чином, мови нґуні можна було б краще тлумачити як діалектний континуум, ніж як групу окремих мов. Неодноразово висувалися пропозиції щодо створення єдиної мови нґуні.

## Класифікація
Мови зунду
- Зулу
- Коса[4]
- Південна ндебеле
- Північна ндебеле

Мови текела
- Сваті
- Сумайела Ндебеле[en][5][6][7]
- Пгуті[en]
- Бгака[en][8]
- Глубі[en][9]
- Лала[en]
- Нгланґвіні[en]